# Ротації
«Ротації» — п'ята, остання збірка віршів Богдана-Ігора Антонича, що вийшла друком після смерті автора у 1938 році.

## Про збірку
Збірка «Ротації», що має передусім урбаністичний зміст, увібрала в себе не тільки нові тематичні пласти, а й засвідчила нові риси поетики, пройшовши шлях від неоромантизму до похмурого урбаністичного експресіонізму зі звільненою метрикою і строфікою. Щодо тематики її можна вважати продовженням збірки «Привітання життя», щодо розвитку філософських мотивів — «Книги Лева». Але якщо потвор океанських глибин первісної природи поет називав «братами з дна вод», то потворам рукотворного міста він пророкує загибель. «Біологізм» міста (визначення самого автора) постає як своєрідна антитеза справжньої природи, як її заперечення; відрив од першої веде другу (місто) у безодню, до апокаліпсису («Кінець світу»); «Сурми останнього дня»; «Міста і музи»; «Балада про блакитну смерть»). Сам автор називав книгу «якимось надреалістичним натуралізмом». Це визначення найближче стоїть до сюрреалізму. За свідченням приятеля поета, художника В. Ласовського, на Антонича дуже вплинули полотна сюрреалістів Де Кіріко та М. Андрієнка: монументальна статичність та скульптурність зображення. Він теж прагне створити картину, яка має передати відчуття відрази. Осуд поета в сучасному місті викликав передусім дух гендлярства й продажності. Слова коханців, «мов гроші, пристрастю потерті» («Вербель»), світ «котиться в провалля під лопіт крил і мегафонів» («Кінець світу»). Усе це могло лягти в основу «нового» Антонича, але на заваді стала поетова смерть.